# Marc Gené

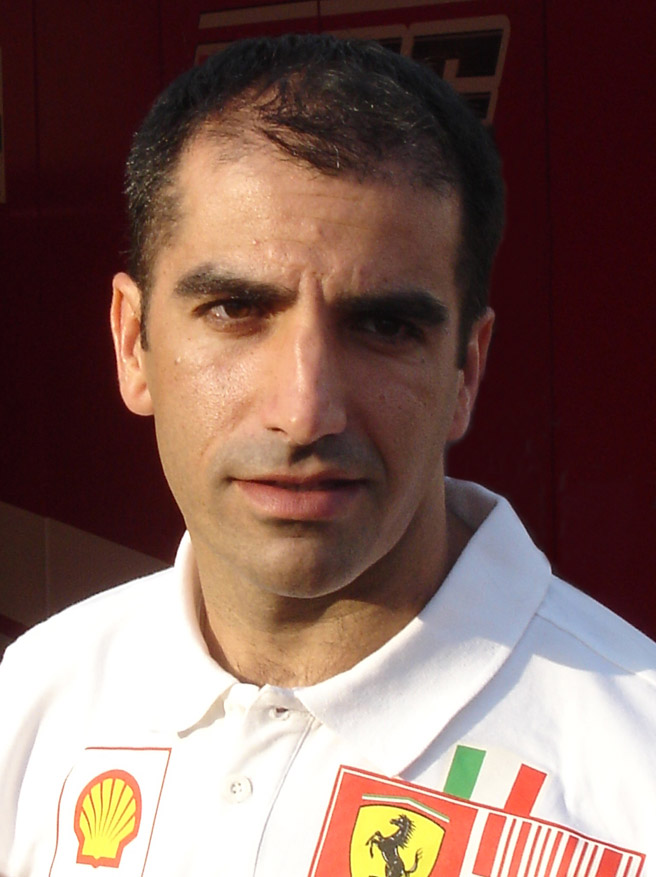
Marc Gené

Marc Gené Guerrero (Sabadell, 29 maart 1974) is een Spaans Formule 1-coureur. Sinds 2005 is hij testrijder voor het Ferrari-team.
Gené werd hij op de leeftijd van 13 jaar tweede bij de Catalaanse kampioenschappen karten voor junioren. Een jaar later werd hij zowel Catalaans als Spaans kampioen, ook in de juniorencategorie.  In 1989 deed hij mee bij het Europees en Wereldkampioenschap. In 1990 werd hij de jongste rijder ooit die bij de senioren Spaans kartkampioen werd. Bij het wereldkampioenschap karten in 1991 werd hij 13e.
In 1992 stapte Gené over naar de Formule Ford. In het Spaans kampioenschap werd hij vijfde met één overwinning en 2 pole positions. In 1993 werd hij tweede in het Europees kampioenschap Formule Ford. Een jaar later werd Gené benoemd tot Rookie of the Year in het Britse Formule 3. De volgende jaren reed Gené in de Formule 3, de Formule 3000 en in het Nissan Open Fortuna kampioenschap.
De grote doorbraak voor Gené kwam in 1999, toen hij voor het Minardi-team mee mocht rijden bij de Formule 1. Voor Minardi was het een moeilijk jaar, maar Gené slaagde erin enkele 9e en een 8e plaats te halen. Bij de Grand Prix van Europa werd hij zelfs zesde en scoorde daarmee het eerste WK-punt voor Minardi in 4 jaar. Ook in 2000 reed Gené voor Minardi, maar in dat jaar scoorde hij geen WK-punten. Omdat het hem niet lukte een rennerstoel te bemachtigen voor 2001, werd hij testrijder voor Williams vanaf 2001. In 2003 kon hij voor Williams zijn eerste Grand Prix rijden, toen Ralf Schumacher de Grand Prix van Italië niet kon rijden vanwege een hersenschudding. Gené werd vijfde en scoorde 4 WK-punten, maar een wedstrijd later alweer meerijden. In 2004 verving Gené Ralf Schumacher tijdens de Grand Prix van Frankrijk en de Grand Prix van Groot-Brittannië. Hij werd echter vervangen door Antonio Pizzonia en sinds die tijd heeft Gené geen wedstrijden meer gereden.
In november 2004 tekende Gené een overeenkomst met Ferrari om daar, naast Luca Badoer, testrijder te worden. Hij is inmiddels opgevolgd door Michael Schumacher.
Marc Gené is de enige huidige coureur in de Formule 1 met een universitaire opleiding (economie). Hij spreekt daarnaast vier talen vloeiend.

## Formule 1-overzicht
| Jaar/Jaren | Team     |
| ---------- | -------- |
| 1999-2000  | Minardi  |
| 2003-2004  | Williams |